# Michail Zosjtjenko

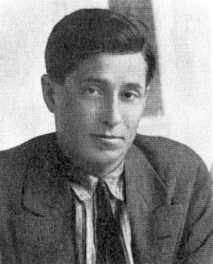
Michail Zosjtjenko.

Michail Michailovitj Zosjtjenko, född 10 augusti 1894 i Sankt Petersburg, död 22 juli 1958 i Leningrad var en sovjetisk författare och satiriker.

## Biografi
Zosjtjenko föddes 1894 i S: t Petersburg, Ryssland, enligt hans självbiografi 1953. Hans ukrainska far var konstnär och mosaikist med ansvar för den yttre utsmyckning av Suvorov Museum i Sankt Petersburg. Hans mor var ryska. 
Den blivande författaren studerade vid juridiska fakulteten vid Sankt Petersburgs universitet, men fick avstå från examen på grund av ekonomiska problem. Under första världskriget tjänstgjorde Zosjtjenko i armén som fältarbetare, sårades i strid flera gånger, och blev mycket dekorerade. År 1919, under det ryska inbördeskriget, tjänstgjorde han under flera månader i Röda armén innan han avmönstrades av hälsoskäl.
Han tillhörde Serapionbröderna, en författargrupp som bildades 1921 i Petrograd, och uppnådde stor popularitet på 1920-talet som satiriker, men efter hans fördömande i Zhdanovdekretet 1946, levde Zosjtjenko i svår fattigdom. Han fick sin pension bara några månader innan han dog.
Zosjtjenko utvecklade ett förenklat uttryckslöst sätt att skriva som  gjorde honom tillgänglig för "folket" och samtidigt hånade officiella krav på tillgänglighet. "Jag skriver mycket kompakt. Mina meningar är korta och tillgänglig för de svaga. Kanske det är anledningen till att jag har så många läsare.”  Han skrev noveller med motiv från ryskt vardagsliv, men fick under 1930-talet allt svårare att publicera sig.

## Utmärkelser
Asteroiden 5759 Zoshchenko är uppkallad efter honom.

## Verk i engelsk översättning i urval

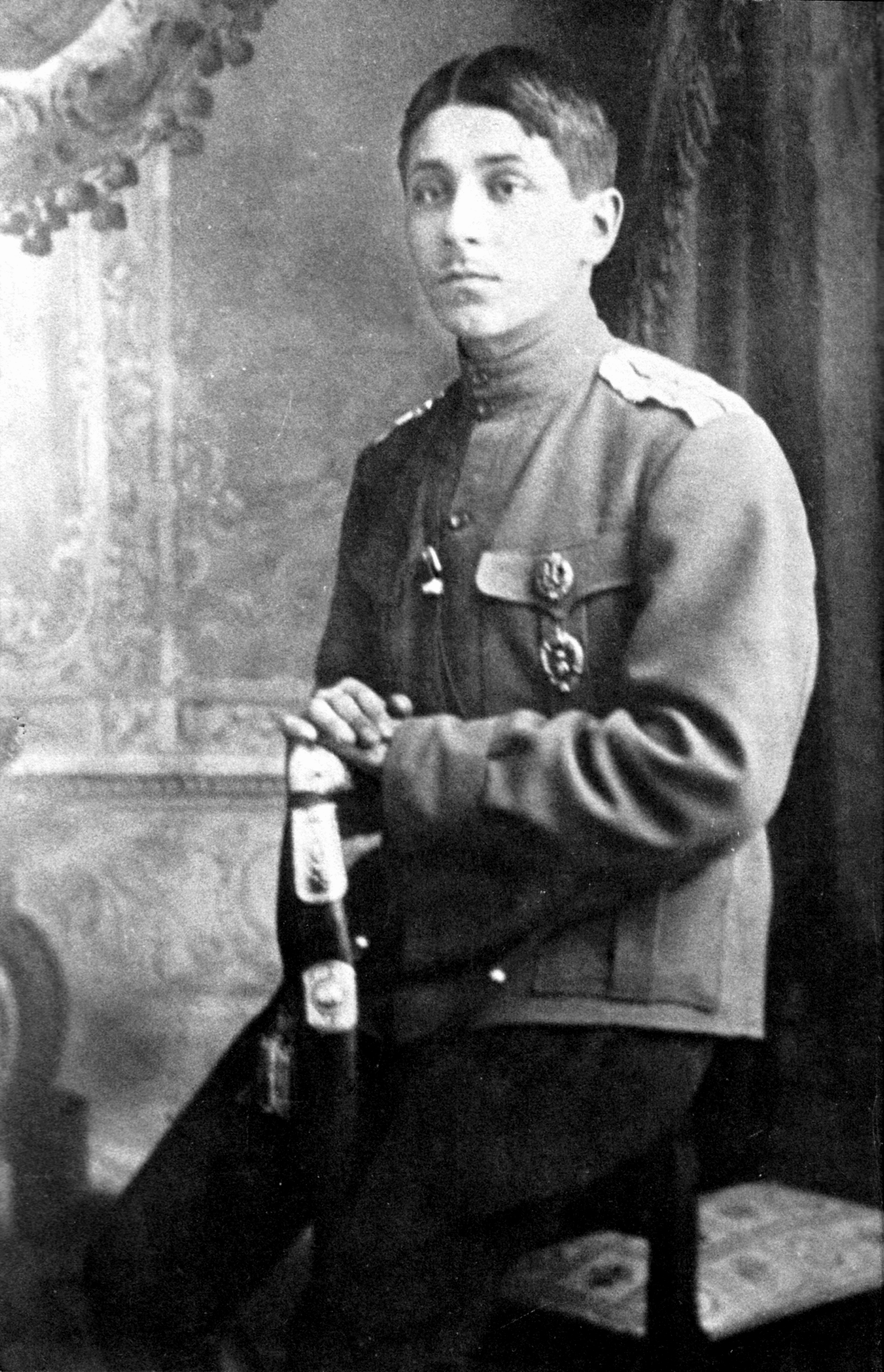
Zosjtjenko i uniform, 1915/16.

- A Man Is Not A Flea, trans. Serge Shishkoff, Ann Arbor, 1989.
- Before Sunrise. Trans. Gary Kern, Ann Arbor, 1974.
- Nervous People and Other Satires, ed. Hugh McLean, trans. Maria Gordon and Hugh McLean, London, 1963.
- Scenes from the Bathhouse, trans. Sidney Monas, Ann Arbor, 1962.
- Youth Restored. Trans. Joel Stern, Ann Arbor, 1984.
- The Galosh. Trans. Jeremy Hicks, New York, 1996.

I svensk översättning har utgivits Sentimentala berättelser (1928, översatt 1978).